# جون جيسوب
جون جيسوب (بالإنجليزية: John Jessop)‏ هو سياسي بريطاني، ولد في 14 أغسطس 1840 في المملكة المتحدة، وتوفي في 4 يوليو 1895 في دالبي في أستراليا. انتخب عضو المجلس التشريعي ولاية كوينزلاند.